# حلبة لاس بالوماس لمصارعة الثيران
حلبة مصارعة الثيران في لاس بالوماس وقد تَردُ في بعض المصادر بالاسم الحرفي بلازا دي توروس دي لاس بالوماس (بالإسبانية: Plaza de toros de Las Palomas)‏ هي حلبة مصارعة ثيران تاريخيّة تقعُ في الجزيرة الخضراء في الطرف الجنوبي من إسبانيا. بني المبنى الحالي أو ساحة هذه الحلَبة في عام 1969 وتتسع لأكثر من 11000 متفرج.

## التاريخ

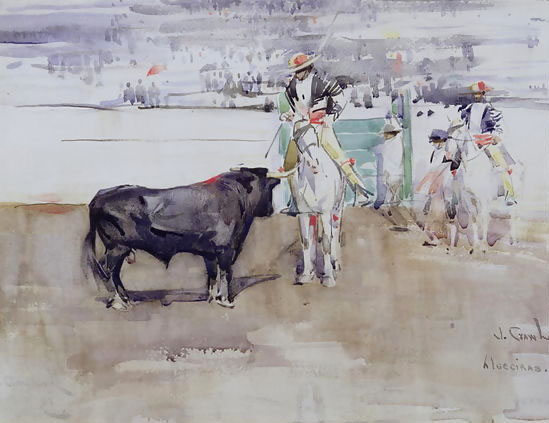
رسم للفنّان جوزيف كروهول عام 1891

تعود سجلات مصارعة الثيران في الجزيرة الخضراء على طبيعة غير رسمية وغير منتظمة إلى عام 1765، ولكن القتال الرسمي الأول كان في عام 1851 عندما تم بناء ساحة كانت تسع 8000 شخص. بحلول عام 1866، كان هذا يعتبر غير كافٍ وتجمع مجموعة من الناس لشراء حلبة مصارعة الثيران الحالية وإعادة بنائها. كان الخاتم الجديد جاهزًا بحلول عام 1868 وخدم جيدًا لمدة مائة عام. ولكن بحلول عام 1969، أصبحت الحلقة صغيرة مرة أخرى، ولأن المدينة محاطة الآن بها لا يمكن توسيعها. تم بناء حلبة مصارعة جديدة في عام 1969. منذ ذلك الحين، أتاحت المنحة التي تزيد عن 100،000 يورو بناء فصل دراسي جديد لمدرسة مصارعة الثيران.